# Корте Мадера
Корте Мадера (на английски: Corte Madera) е град в окръг Марин, в района на залива на Сан Франциско, щата Калифорния, Съединените американски щати.
Има население от 9864 души (по приблизителна оценка от 2017 г.) и е с обща площ от 11,4 km² (4,4 кв. мили).